# Edgmond
Edgmond è un villaggio della Gran Bretagna sito nel distretto di Telford and Wrekin, nella contea dello Shropshire.
Nel villaggio ci sono due pub, una chiesa dedicata a san Pietro ed un ufficio postale.
Lo Harper Adams University College si trova in questo paese.